# Janet E. Smith
Janet Elizabeth Smith (* 1950) ist eine US-amerikanische Altphilologin und Philosophin; sie hat Moraltheologie an mehreren katholisch-theologischen Fakultäten unterrichtet, unter anderem an der Notre Dame University und zuletzt am Sacred Heart Major Seminary in Detroit, Michigan.

## Leben

### Ausbildung
Smith studierte am Grinnell College Altphilologie und erhielt dort den Bachelor-Abschluss in 1972. Zur Magistra wurde sie 1975 an der University of North Carolina spondiert. Das Doktorat in Altphilologie erhielt sie 1982 von der Universität Toronto. Ihre Dissertation, über Platons Verwendung vom Mythos als pädagogisches Mittel, schrieb sie unter der Leitung von Doktorvater Timothy Barnes.

### Universitätsposten
Nach der Promotion unterrichtete Smith das Fach Philosophie für neun Jahre an der Notre Dame University. Danach ging sie an die University of Dallas, wo sie 12 Jahre unterrichtete und tenure erhielt. 2001 wechselte sie an das Sacred Heart Major Seminary in Detroit und wurde 2019 emeritiert.

### Kirchliche Kommissionen und Aufträge
Mehrere Einrichtungen des Heiligen Stuhls haben Smith als Beraterin engagiert; am häufigsten wirkte sie als Konsultorin für den Päpstlichen Familienrat.
Von 1989 bis 1994 diente Smith der Kongregation für die Institute geweihten Lebens und für die Gesellschaften apostolischen Lebens während der Untersuchung der Schriften zur Homosexuellenbetreuung, die Schwester Jeannine Gramick und Pfarrer Robert Nugent verfasst hatten.
2011 wurde sie für eine fünfjährige Mitgliedschaft im Päpstlichen Rat zur Förderung der Einheit der Christen ernannt; Aufgabe war der Dialog zwischen dem Vatikan und Anglikanern.
Smith hat als Beraterin in folgenden Gremien gewirkt:
- Our Sunday Visitor Beratungsausschuss
- Baylor University Medical Center Ethikkommission[6]
- The Institute for Catholic Liberal Education, Beratungsausschuss
- Nova et Vetera englische Ausgabe, Beratungsausschuss
- American Catholic Philosophical Association, Executive Council (2011)
- Catholic Education Resource Center, Beratungsausschuss
- Thomas (Aquinas) International Project, Beratungsausschuss

## Auszeichnungen
Smith hat zwei Ehrendoktorate und folgende Auswahl von wissenschaftlichen Auszeichnungen erhalten:
- Michael A. Haggar Fellow Award, University of Dallas
- Prolife Person of the Year, Bistum Dallas
- 1993 John Cardinal Wright Award, Fellowship of Catholic Scholars
- Ehrendoktorat in christlicher Ethik, Franciscan University of Steubenville
- Ehrendoktorat, St. Charles Borromeo Seminary (Philadelphia)
- "Scholar in Residence" am Saint Paul Seminary School of Divinity der University of St. Thomas (Minnesota) im Jahr 2008.[7]
- 2008 Veritas Award, Aquinas Center for Theological Renewal, Ave Maria University[8]

## Medienauftritte
Im amerikanischen Katholizismus als Expertin bekannt, hat Smith oft über Humanae Vitae und Papst Johannes Paul II. Lehre über die Theologie des Leibes vorgetragen. Sie ist eine gefragte Rednerin über die katholische Sexualmoral und Bioethik.
Im Fernsehen ist sie Gast gewesen im Geraldo Show, auf Fox News, CNN International, CNN Newsroom und Al Jazeera. Sie ist in mehreren Sendungen des Senders EWTN zu sehen gewesen.

## Veröffentlichungen (in Auswahl)

### Bücher
- (Übersetzerin, Herausgeberin) Humanae Vitae: A Challenge to Love (New Hope, KY: New Hope Publications, 1987), eine überarbeitete Übersetzung der Enzyklika Humanae Vitae
- Humanae Vitae:  A Generation Later, (Washington: Catholic University of America Press, 1991)
- (Hg.) Why Humanae Vitae Was Right: A Reader, (San Francisco: Ignatius Press, 1993)
- (Beitragende) St. Thomas Aquinas and the Natural Law Tradition (Washington: Catholic University of America Press, 2004)
- The Right to Privacy, (San Francisco: Ignatius Press, 2008)
- (Beitragende) Reading John with St. Thomas Aquinas: Theological Exegesis and Speculative Theology (San Francisco: Ignatius Press, 2010)
- (Ko-Autorin mit Chris Kaczor) Life Issues, Medical Choices, Questions and Answers for Catholics (Cincinnati, Servant Books, 2010)
- (Beitragende) Bioethics with Liberty and Justice: Themes in the work of Joseph M. Boyle (New York: Springer, 2011)
- (Hg. mit Paul Check) Living the Truth in Love: Pastoral Approaches to Same-Sex Attraction (San Francisco: Ignatius Press, 2015)
- (Einzelautorin) Self-Gift: Essays on Humanae Vitae and the Thought of John Paul II (Steubenville, Ohio: Emmaus Academic, 2018)

### Zeitschriftenaufsätze
Aufsätze von Smith wurden (unter anderen) in den folgenden Periodika veröffentlicht: The American Catholic Philosophical Quarterly, Catholic Dossier, The Irish Theological Quarterly, The National Catholic Bioethics Quarterly, Nova et Vetera, The Thomist.

### Audio und Video
Ihr Vortrag Contraception: Why Not? wurde im CD- und MP3-Format mehr als 2.000.000 Mal vervielfältigt.
- Sexual Common Sense, eine Reihe von 12 Vorträgen
- Contraception: Why Not?
- Introduction to Sexual Ethics (Notre Dame, International Catholic University), acht Vorträge